# 多媒体数据库系统
多媒体数据库系统是对多媒体信息利用数据库方法进行管理的数据库系统，具有一般数据库的特征，可进行查询(query)、插入(insert)等等操作。
多媒体数据库相对传统数据库，区别在于存储的内容更加丰富，但是这些视频、音频、图像的数据库操作用传统的字符匹配操作方法是不适用的。